# Lara Prašnikar
Lara Prašnikar (* 8. August 1998 in Celje) ist eine slowenische Fußballspielerin. Die Stürmerin steht bei Eintracht Frankfurt unter Vertrag und ist Nationalspielerin.

## Frühes Leben

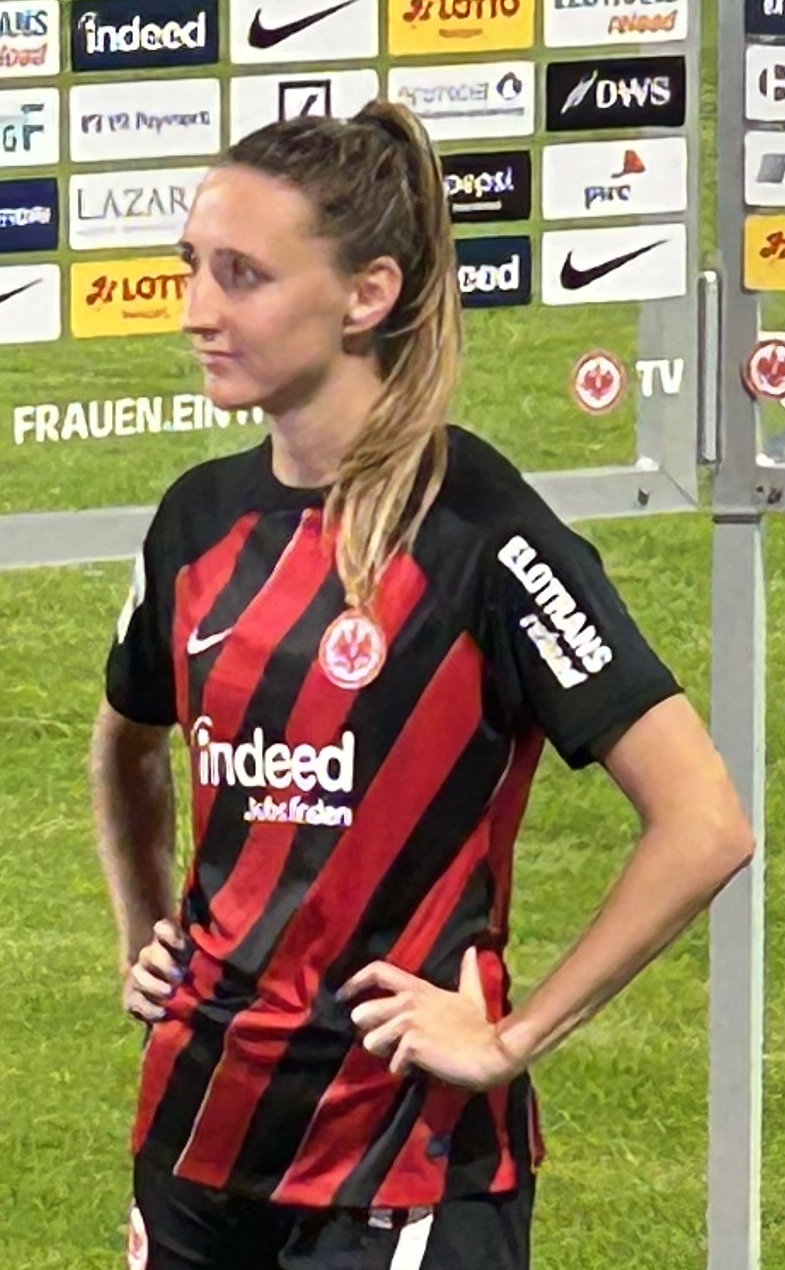
Im Trikot von Eintracht Frankfurt (2023)

Prašnikar wurde 1998 als Tochter des ehemaligen jugoslawischen Nationalspielers und slowenischen Nationaltrainers Bojan Prašnikar und der Geschäftsfrau Bernarda geboren. Lara wuchs gemeinsam mit ihrem 12 Jahre älteren Bruder Luka in Šmartno ob Paki auf.

## Karriere

### Vereine
Prašnikar startete ihre Karriere als Jugendspielerin beim NK Šmartno. 2010 wechselte sie zum ŠD Škale, bei dem sie 2013 in die Seniorenmannschaft aufrückte. Am 25. August 2013 feierte sie ihr Seniorendebüt für ŽNK Rudar Škale; beim 5:0-Sieg über NK Velesovo konnte sie zudem gleich zwei Tore erzielen. In ihrer ersten Spielzeit gelangen ihr 23 Tore in nur 19 Spielen. In der Saison 2014/15 konnte sie in nur 16 Spielen 23 Tore erzielen und 2015/16 schaffte sie 31 Treffer.
Durch ihre insgesamt 77 Tore in drei Spielzeiten wurde Turbine Potsdam auf die Stürmerin aufmerksam und lud sie im Juni 2016 zu einem Probetraining ein. Dort konnte sich Prašnikar empfehlen und unterschrieb am 10. August 2016 einen Zwei-Jahres-Vertrag in Potsdam. 2018/19 wurde sie Stammspielerin und schoss 10 Tore. In der darauffolgenden Saison erzielte sie bis zur Pause aufgrund der Coronaepidemie 15 Tore in 16 Spielen. Zur Saison 2020/21 wechselte sie zu Eintracht Frankfurt und unterschrieb einen Zwei-Jahres-Vertrag, der Anfang 2022 vorzeitig bis 2025 sowie Ende 2023 bis 2028 verlängert wurde.

### Nationalmannschaft
Prašnikar gab beim EM-Qualifikationsspiel am 22. September 2015 gegen Schottland (0:3) ihr Debüt in der slowenischen A-Nationalmannschaft. Ihr erstes Tor für diese erzielte sie am 12. April 2016 im gleichen Turnier gegen die Auswahl Mazedoniens (Endstand 8:1).

## Erfolge
- Istrien-Cup-Sieger 2019

## Auszeichnungen
- Sloweniens Fußballerin des Jahres: 2023[14]

## Sonstiges
Prašnikar absolvierte ein über die slowenische Spielergewerkschaft FIFPro vermitteltes Fernstudium („Hospitality, Tourism, Sport Management“). Im Sommer 2023 machte sie in Slowenien ihre erste Trainerlizenz.